# Aero A.100
L'Aero A.100 est un biplan biplace de reconnaissance lointaine et de bombardement léger développé au début des années 1930 par la firme tchèque Aero Továrna Letadel Dr Kabes pour répondre à une demande de l’aviation militaire tchèque qui souhaitait remplacer par un modèle unique ses Aero A.11, Aero A.32 et Letov S.16 (en).

## Aero A.100
Évolution de l’Aero A.430, le prototype A.100 a pris l’air en mai 1933 et fut présenté officiellement aux autorités à Prague le 10 septembre suivant. L’appareil avait une allure dépassée, mais son seul concurrent, le Praga E.36, n’avait pas encore volé et une première série de 11 exemplaires fut immédiatement commandée pour équiper les escadrilles 71 et 72 du 6e Régiment aérien stationné à Prague. Une seconde série de 33 machines fut commandée en avril 1934.

## Aero A.101
Version remotorisée avec un moteur 18 cylindres Isotta Fraschini Asso 1000 de 990 ch produit sous licence par Praga. Le poste arrière était redessiné pour assurer un meilleur champ de vision à l’observateur-bombardier. Malgré un moteur nettement plus puissant les performances étaient inférieures à celles du A.100 en raison du poids supérieur du moteur et d’un agrandissement de la cellule. 29 exemplaires seulement furent construits, tous cédés à l’Espagne.

## Aero Ab.101
Nouvelle version de reconnaissance et bombardement apparue en 1936 avec un moteur Hispano-Suiza 12Ydrs de 860 ch, également produit sous licence par Praga. 64 exemplaires furent construits pour les forces armées tchécoslovaques. Quelques exemplaires, utilisés par les forces slovaques, ont survécu à la Seconde Guerre mondiale.

## Aero A.104
Il s’agit en fait d’un Ab.101 équipé d’un poste de pilotage fermé. Cet appareil héritait des performances médiocres de ses prédécesseurs et deux prototypes seulement furent construits en 1937.

## LaGuerre civile espagnole
En 1937 la République espagnole obtient la cession de 52 avions de type Aero A.101. Étant donné que 29 Aero A.101 seulement furent construits, les autres appareils ont été soit des A.100 soit des Ab.101, peut-être remotorisés. Les 22 premiers exemplaires étaient transportés par le cargo Hordena, qui fut intercepté le 25 avril 1937 par le croiseur nationaliste Almirante Juan Cervera. Baptisés ‘Oca’, et codifiés comme Typo 17, ils permirent le rééquipement de deux escadrilles opérant sur de vieux Breguet 19 stationnées à León et Lasarte. La première (Capt Cárdenas) fut opérationnelle le 13 mai 1937, la seconde (Capt Gómez Martín) suivant fin mai.
Fin juin 1937 les Aero A.101 furent regroupés à Lasarte et formèrent le Grupo 2-G-17, qui participa aux batailles de Brunete et La Granja. Relégués dans des secteurs plus calmes (Andalousie, Estrémadure) en avril 1938, on les retrouve au front dans le secteur de Grenade en août 1938. Fin 1938 il ne reste que 5 'Oca' en état de vol, stationnés à Villa del Prado.
Le solde de la commande républicaine transita par la France pour plus de sécurité. 21 passent la frontière au cours de l’été 1937 et les 9 derniers au printemps 1938. Remontés dans un atelier souterrain de Madrid, ils furent baptisés ‘Praga’ et codifiés ‘LA’. Neuf exemplaires formèrent la 4e escadrille du Grupo 71 stationnée à Torroella de Montgrí, Girona et firent leur apparition en première ligne durant la bataille de Belchite en août 1937. Les deux escadrilles du Grupo 71 formées sur Aero A.101 furent rapidement relégués aux missions de surveillance côtière, mais participent encore aux opérations aériennes dans le secteur de Cordoue en octobre 1938. 16 appareils étaient encore en état de vol à la cessation des hostilités.
Les Aero A.101 disparaîtront des effectifs de l’Ejército del aire fin 1940.

### Développement lié
- Aero A.430
- Aero A.101